# بنكسية
البَنْكِسِيَّة أو البَنْقِسْيَة أو البَنْقُوسِيا (الاسم العلمي: Banksia) هي جنس نباتي يتبع فصيلة البروطية من رتبة البروطيات. يضم هذا الجنس نحو 170 نوعًا. هذه الزهور البرية الأسترالية ونباتات الحديقة الشعبية يمكن التعرف عليها بسهولة من المسامير المميزة على الزهرة ومن الثمار «المخروطية» والشكل. عندما يتعلق الأمر حجم، فإن نباتات البنكسية تتراوح بين الشجيرات الخشبية وأشجار يصل طولها إلى 30 مترا. وتتواجد عموماً في عدة مناطق طبيعية: غابات متصلبات الورق (بالإنجليزية: sclerophyll)‏، الغابات المطيرة (أحيانا)، أرض الجنيبات، وبعض المناطق القاحلة، ولكن ليس في صحاري أستراليا.